# Karen Pickering
Karen Pickering (Brighton, 19 december 1971) is een voormalig topzwemster uit Groot-Brittannië, gespecialiseerd op de vrije slag, die haar internationale debuut maakte in 1986. In dat jaar werd de toen pas veertienjarige pupil van trainer-coach Dave Champion voor het eerst geselecteerd om haar vaderland te vertegenwoordigen bij de Europese Jeugdkampioenschappen. In de jaren die daarop volgden groeide Pickering uit tot de succesvolste zwemster, die GB voortbracht.
Haar internationale doorbraak beleefde Pickering in 1993, toen de zwemster van de Ipswich Swimming Club bij de eerste en experimentele wereldkampioenschappen kortebaan (25 meter) in Palma de Mallorca de gouden medaille won op de 200 meter vrije slag. Daarmee werd ze de eerste Britse wereldkampioene in de zwemsport.
Haar erelijst vermeldt verder onder meer vier deelnames aan de Olympische Spelen: 'Barcelona 1992', 'Atlanta 1996', 'Sydney 2000' en 'Athene 2004', en een gouden individuele medaille, behaald bij de Gemenebestspelen in 1994 op de 100 meter vrije slag (56,20). Pickering was ruim tien jaar lang een min of meer vaste keuze in de Britse estafetteploegen (4x100 en 4x200 meter vrije slag), die bij vrijwel elk internationaal toernooi meededen om de medailles.